# Ду Цинхуа
Ду Цинхуа́ (кит. упр. 杜庆华, пиньинь Dù Qìnghuá, известен также как DU QH, 1919—2006) — китайский физик, один из пионеров аэронавтики и космического материаловедения в Китае, член Китайской инженерной академии.

## Биография
Родился в уезде Хансянь (современный город Ханчжоу), провинция Чжэцзян, в 1940 году окончил Чжэцзянский университет, после чего окончил факультет механики шанхайского университета Цзяо Тун.
В 1947 году Ду отправился на учёбу в США, где учился в Стэнфордском университете, специализировался в области физики твердого тела. В июне 1948 года Ду получил степень магистра по аэронавтике. С сентябрь 1948 года проходил обучение в Гарвардском университете, где изучал гидродинамику под руководством профессора Рихарда фон Мизеса. В июне 1949 году Ду получил в Гарварде ученую степень мастера по аэронавтике. В сентябре 1949 года Ду вернулся в Стэнфорд, где проводил исследования по характеристикам световых потоков в атмосфере (руководители: профессора Тимошенко и Гудьер) и получил докторскую степень в апреле 1951 года.
В июне 1951 года Ду вернулся в КНР, где сначала преподавал в Пекинском университете, а в 1952 году был переведен в Университет Цинхуа, где создал направление инженерной механики. В 1958 году Ду был в числе организаторов Кафедры инженерной механики университета Цинхуа. 1983—1987 годах также преподавал в шанхайском университете Цзяо Тун, Сианьском университете Цзяо Тун и Чжэцзянском университете, был почётным профессором Нанкинского университета аэронавтики и астронавтики.
Ду Цинхуа является основателем направления космического и авиационного материаловедения в КНР. В 1997 году был избран академиком Китайской инженерной академии.
Является автором более 130 научных работ.

## Публикации
- Механика материалов (《材料力学》)
- Теория эластичности (《弹性理论》)
- Руководство по инженерной механике (《工程力学手册》)